# اچ‌ان‌ال‌ام‌اس جاوا (۱۹۲۱)
اچ‌ان‌ال‌ام‌اس جاوا (۱۹۲۱) (به انگلیسی: HNLMS Java (1921)) یک کشتی بود که طول آن ۱۵۵٫۳ متر (۵۰۹ فوت ۶ اینچ) بود. این کشتی در سال ۱۹۲۱ ساخته شد.